# Schoepfia
Schoepfia  (лат.) — род двудольных растений семейства Шёпфиевые (Schoepfiaceae). Выделен немецким натуралистом Иоганном Христианом Шребером в 1789 году.
Типовой род семейства шёпфиевых.

## Классификация
В состав рода входят 25 принятых видов:
- Schoepfia arenaria Britton
- Schoepfia brasiliensis A.DC.
- Schoepfia californica Brandegee
- Schoepfia chinensis Gardner & Champ.
- Schoepfia chrysophylloides (A.Rich.) Planch.
- Schoepfia clarkii Steyerm.
- Schoepfia cubensis Britton & P.Wilson
- Schoepfia didyma C.Wright ex Griseb.
- Schoepfia flexuosa (Ruiz & Pav.) Schult.
- Schoepfia fragrans Wall.
- Schoepfia griffithii Tiegh. ex Steenis
- Schoepfia haitiensis Urb. & Britton
- Schoepfia harrisii Urb.
- Schoepfia jasminodora Siebold & Zucc.
- Schoepfia lucida Pulle
- Schoepfia multiflora Urb.
- Schoepfia obovata C.Wright
- Schoepfia pringlei B.L.Rob.
- Schoepfia schreberi J.F.Gmel.typus[1]
- Schoepfia shreveana Wiggins
- Schoepfia stenophylla Urb.
- Schoepfia tepuiensis Steyerm.
- Schoepfia tetramera Herzog
- Schoepfia vacciniiflora Planch. ex Hemsl.
- Schoepfia velutina Sandwith

## Распространение
Представители рода встречаются в тропических и субтропических районах Азии и обеих Америк.

## Общая характеристика
Деревья либо кустарники. Цветущие и плодоносящие ветви истончаются и часто опадают[уточнить].
Листья с перистыми прожилками, размещены очерёдно.
Цветки с трубчатым, колокольчатым или кувшинчатым венчиком, ароматные, собраны в кистевидное либо колосовидное соцветие.
Плод — костянка с одним семенем.